# Thunbergia maculata
Thunbergia maculata är en akantusväxtart som beskrevs av John Henry Lace. Thunbergia maculata ingår i släktet thunbergior, och familjen akantusväxter. Inga underarter finns listade i Catalogue of Life.